# Чужие дети
«Чужие дети» (груз. სხვისი შვილები, Skhvisi shvilebi) — художественный фильм, драма режиссёра Тенгиза Абуладзе. Фильм создан по мотивам очерка Нины Александровой, напечатанного в «Комсомольской правде» в 1954 году.

## Сюжет
Дата влюблён в Тео и хочет, чтобы она стала его женой. Но Тео не хочет связывать себя никакими обязательствами с Датой. Она хочет жить с ним только, пока им приятно вдвоём, пока они друг другу не надоедят. Тем более, Тео не готова брать на себя ответственность за двух детей Даты от предыдущего брака.
Но Дата живёт только своими чувствами к Тео. Целыми днями его дети, Гия и Лия, предоставлены сами себе, проводят всё время на улице. Дома беспорядок. Когда Гия чуть не попадает под машину, среди зевак-прохожих появляется девушка Нато, отбивающая его от разгневанного водителя. Она видит, что дети шатаются по улицам одни и приводит их домой. Она забинтовывает коленку Гии, наводит порядок в их квартире. И когда поздно вечером возвращается домой Дата, он застаёт детей спящих, а кругом чистота и порядок.
В один из выходных дней Дата с детьми отправляется в зоопарк. Из окна автобуса Лия видит тётю Нато и заставляет водителя остановиться и выпустить их. Так Дата знакомится со студенткой Нато, которая своей единственной встречей с детьми оставила в их душах такой глубокий след.
Узнав, что у тёти Нато день рождения, дети самостоятельно собирают пустые бутылки, сдают их, и на вырученные деньги покупают ей в подарок духи. Лия приглашает Нато на свой день рождения. И эта новая встреча сближает Дату и Нато. Вскоре они женятся и Нато входит в дом Даты. Если Лия безоговорочно полюбила свою тётю Нато, то более взрослый Гия труднее поддаётся перевоспитанию. Он привык болтаться на улице, у него плохо с успеваемостью. И Нато даже хочет временно бросить учёбу, чтобы больше времени уделять детям. А Гия лезет в драку с дворовым мальчишкой, который пытается оскорбить новую жену его отца.
Но Дата не может справиться со своими страстями. Как только он встречает Тео, инстинкты вновь просыпаются в нём, и идёт мучительная борьба с самим собой. Сначала он бегает от Тео. Но она приходит к нему домой. Говорит, что уезжает и пришла попрощаться. Нато, не помышляя ни о чём плохом, предлагает Дате проводить Тео. Дата, не доверяя уже собственным чувствам, берёт с собой Гию. Но Гия поздно вечером возвращается домой один, весь промокший. Он сообщает, что, когда поезд с Тео тронулся, отец вскочил в поезд вслед за ней и уехал.
Гия подходит к Нато. «Папа обидел тебя очень сильно, тётя Нато… Можно я буду называть тебя мамой?» Но Нато не может справится с обрушившимся на неё несчастьем. Она замыкается на своём горе, на своих переживаниях, берёт чемодан и идёт на вокзал. За поездом бегут Лия и Гия. Она слышит крик Лии, и душа её просыпается. Она спрыгивает с поезда.

## В ролях
- Цицино Цицишвили — Нато (дублирует Нина Зорская)
- Отар Коберидзе — Дата (дублирует Борис Кордунов)
- Асмат Кандауришвили — Тео (дублирует Светлана Коновалова)
- Нани Чиквинидзе — Лия (дублирует Маргарита Корабельникова)
- Михо (Роланд) Борашвили — Гия (дублирует Александра Харитонова)
- Сесилия Такайшвили — Элисабед (дублирует Н. Турманидзе-Глобенко)
- Иосиф (Сосо) Лагидзе — Гурам
- Екатерина Верулашвили

## Награды[1]
- Международный кинофестиваль в Порретта-Терме, 1960 — приз
- Международный кинофестиваль в Хельсинки, 1959 — диплом
- Международный кинофестиваль в Лондоне, 1959 — диплом